# Procellariidae
I Procellaridi (Procellariidae Leach, 1820) sono una famiglia di uccelli marini dell'ordine Procellariiformes.

## Biologia
Nidificano su pareti rocciose o in cavità. Salvo nel periodo di nidificazione, rimangono sempre sul mare.

## Tassonomia
La famiglia comprende 99 specie:
- Genere Macronectes
  - Macronectes giganteus (J.F.Gmelin, 1789) – ossifraga del sud
  - Macronectes halli Mathews, 1912 - ossifraga del nord
- Genere Fulmarus
  - Fulmarus glacialis (Linnaeus, 1761) – fulmaro boreale
  - Fulmarus glacialoides (A.Smith, 1840) – fulmaro australe
- Genere Thalassoica

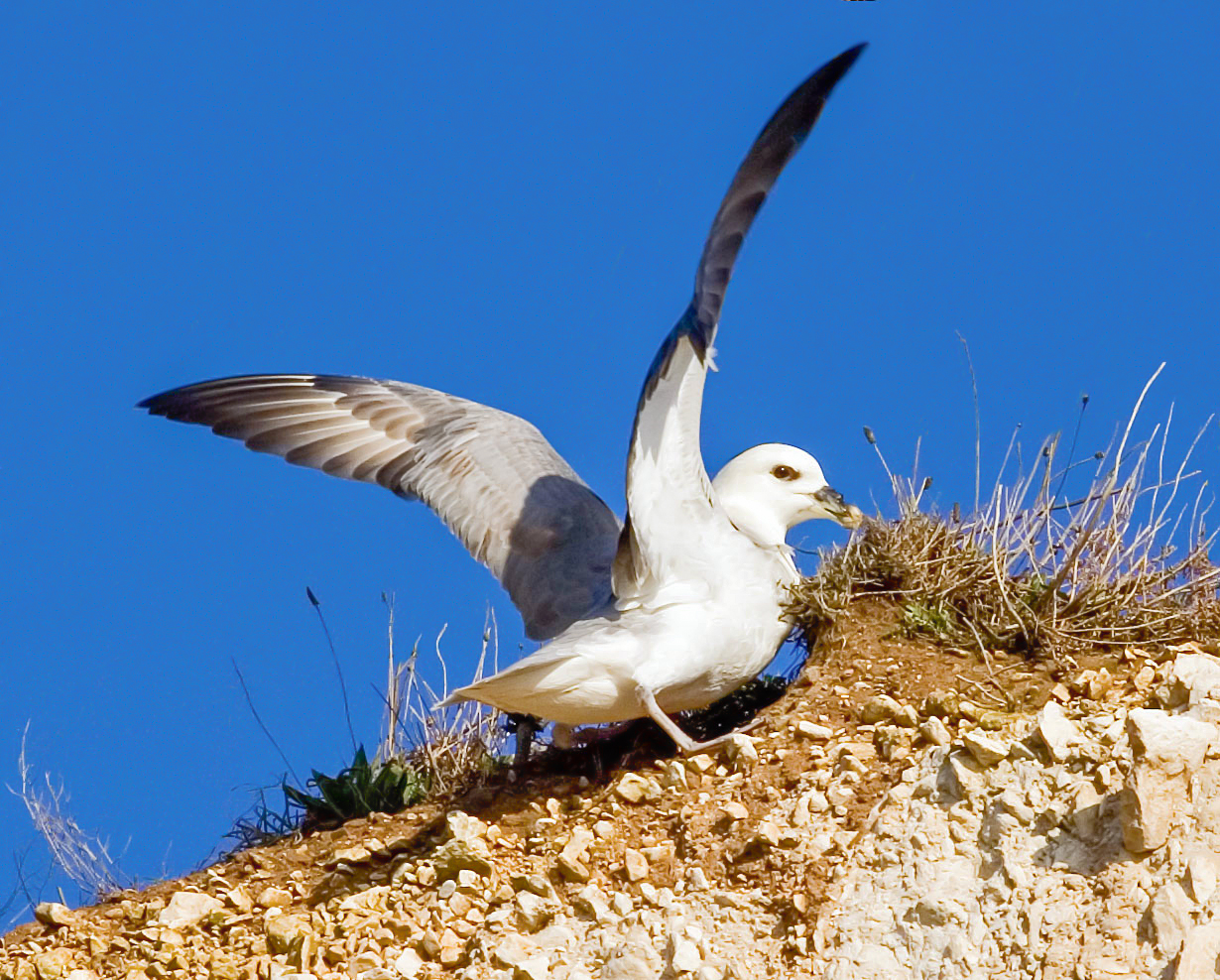
Fulmaro boreale
Fulmarus glacialis

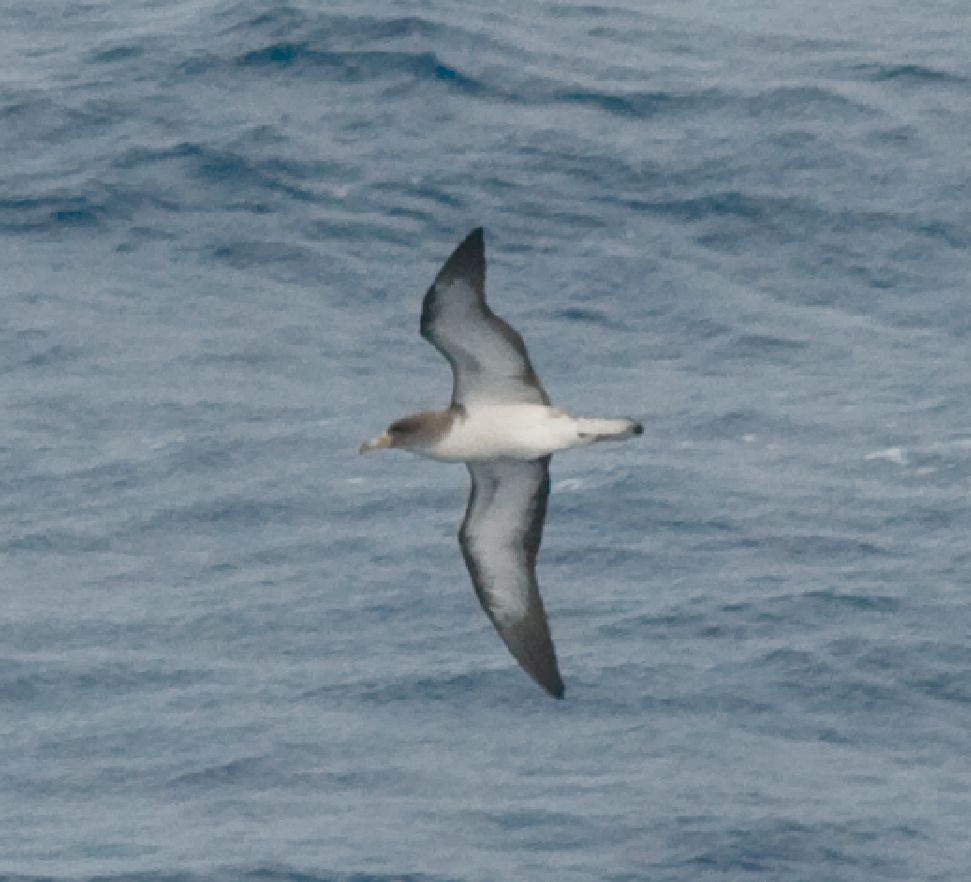
Berta maggiore
Calonectris diomedea

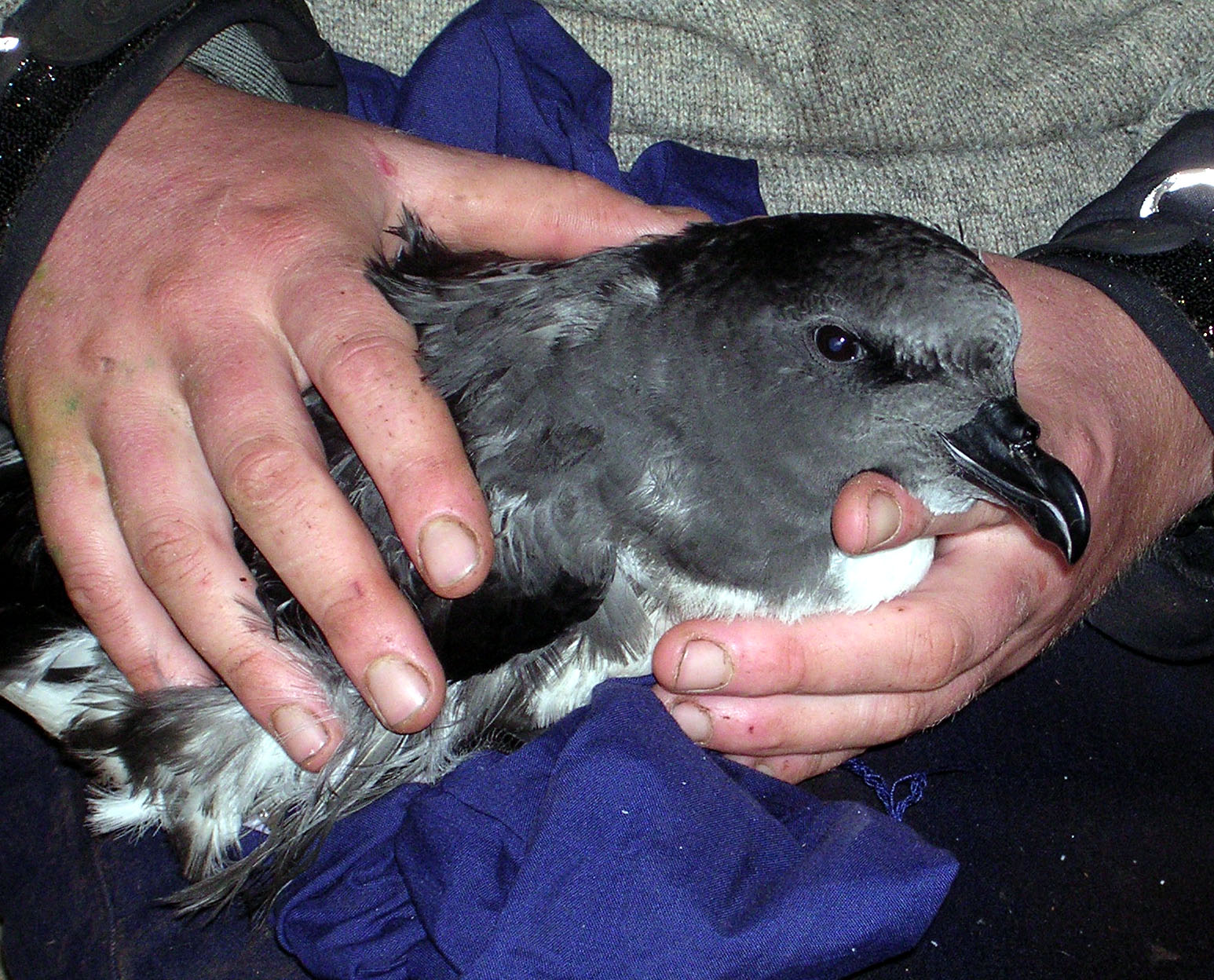
Petrello della Magenta
Pterodroma magentae

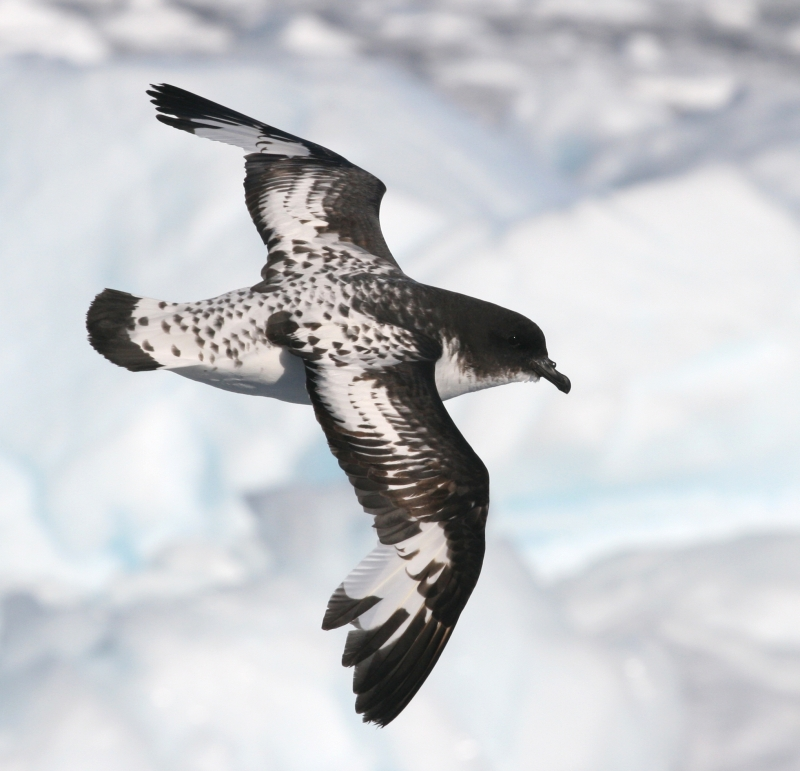
Petrello del Capo
Daption capense

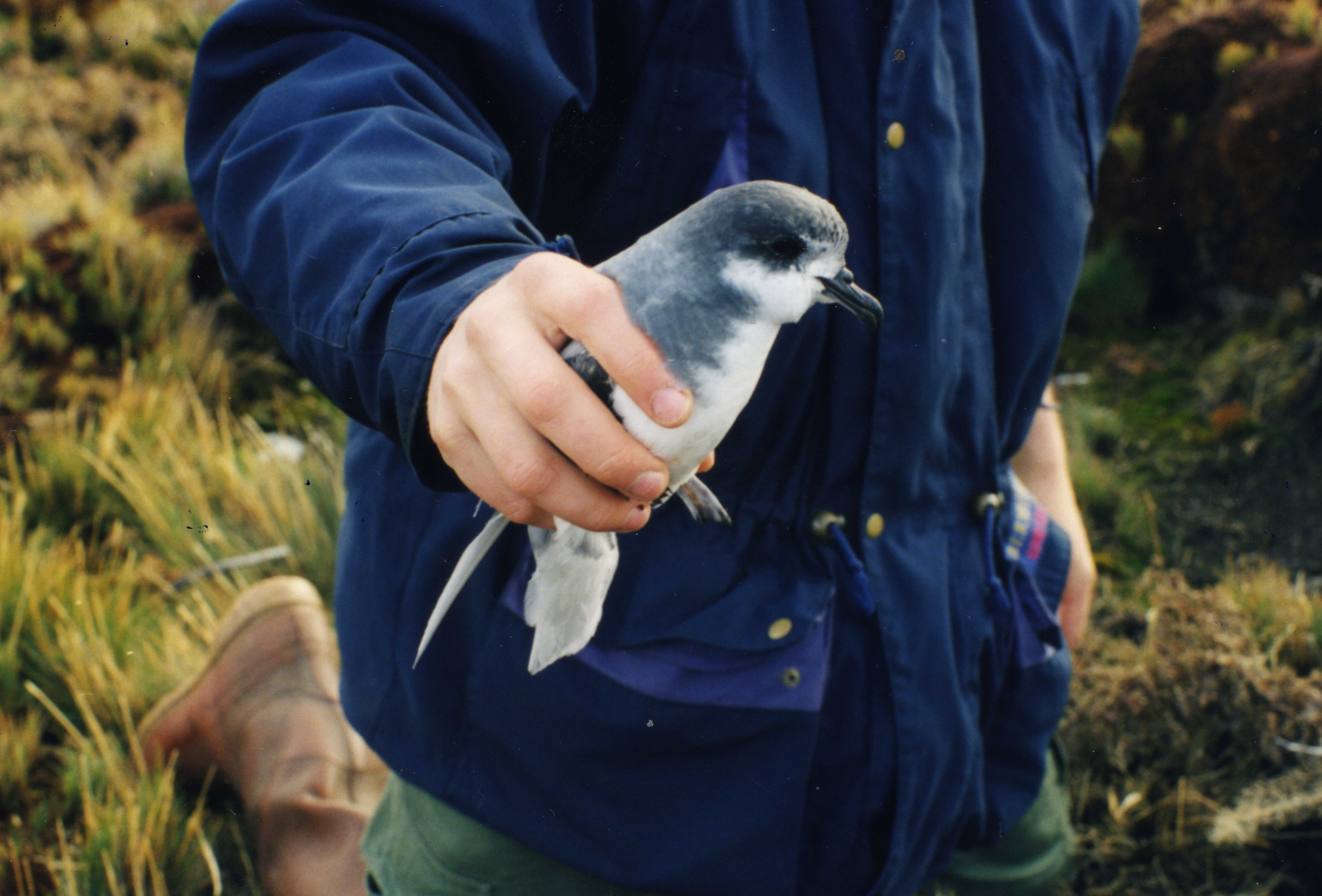
Petrello azzurro
Halobaena caerulea

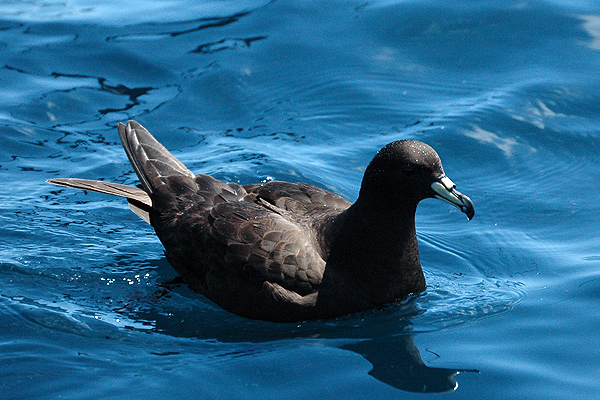
Procellaria di Parkinson
Procellaria parkinsoni

  - Thalassoica antarctica (J.F.Gmelin, 1789) – petrello antartico
- Genere Daption
  - Daption capense (Linnaeus, 1758) – petrello del Capo
- Genere Pagodroma
  - Pagodroma nivea (G.Forster, 1777) – petrello delle nevi
- Genere Halobaena
  - Halobaena caerulea (J.F.Gmelin, 1789) – petrello azzurro
- Genere Pachyptila
  - Pachyptila vittata (G.Forster, 1777) – prione beccolargo
  - Pachyptila salvini (Mathews, 1912) – prione di Salvin
  - Pachyptila desolata (J.F.Gmelin, 1789) – prione antartico
  - Pachyptila belcheri (Mathews, 1912) – prione beccosottile
  - Pachyptila turtur (Kuhl, 1820) – prione fatato
  - Pachyptila crassirostris (Mathews, 1912) – prione fulmaro
- Genere Aphrodroma
  - Aphrodroma brevirostris (Lesson, 1831) – petrello delle Kerguelen
- Genere Pterodroma
  - Pterodroma macroptera (A.Smith, 1840) – petrello aligrandi
  - Pterodroma lessonii (Garnot, 1826) – petrello testabianca
  - Pterodroma gouldi (F.W.Hutton, 1869) –
  - Pterodroma incerta (Schlegel, 1863) – petrello dell'Atlantico
  - Pterodroma solandri (Gould, 1844) – petrello di Solander
  - Pterodroma magentae (Giglioli & Salvadori, 1868) – petrello della Magenta
  - Pterodroma ultima Murphy, 1949 – petrello di Murphy
  - Pterodroma mollis (Gould, 1844) – petrello piumoso
  - Pterodroma madeira Mathews, 1934 – petrello di Madeira
  - Pterodroma feae (Salvadori, 1900) – petrello di Capo Verde
  - Pterodroma deserta Mathews, 1934 – petrello delle Desertas
  - Pterodroma cahow (Nichols & Mowbray, 1916) – petrello delle Bermuda
  - Pterodroma hasitata (Kuhl, 1820) – petrello capinero
  - Pterodroma caribbaea Carte, 1866) – petrello della Giamaica
  - Pterodroma externa (Salvin, 1875) – petrello di Juan Fernandez
  - Pterodroma occulta Imber & Tennyson, 2001 – petrello delle Vanuatu
  - Pterodroma neglecta (Schlegel, 1863) – petrello di Kermadec
  - Pterodroma heraldica (Salvin, 1888) – petrello di Tonga
  - Pterodroma arminjoniana (Giglioli & Salvadori, 1869) – petrello araldo
  - Pterodroma atrata (Mathews, 1912) – petrello di Henderson
  - Pterodroma alba (J.F.Gmelin, 1789) – petrello delle Phoenix
  - Pterodroma baraui (Jouanin, 1964) – petrello di Barau
  - Pterodroma sandwichensis (Ridgway, 1884) – petrello delle Hawaii
  - Pterodroma phaeopygia (Salvin, 1876) – petrello delle Galapagos
  - Pterodroma inexpectata (J.R.Forster, 1844) – petrello maculato
  - Pterodroma cervicalis (Salvin, 1891) – petrello collobianco
  - Pterodroma nigripennis (Rothschild, 1893) – petrello alinere
  - Pterodroma axillaris (Salvin, 1893) – petrello delle Chatham
  - Pterodroma hypoleuca (Salvin, 1888) – petrello delle Isole Bonin
  - Pterodroma leucoptera (Gould, 1844) – petrello di Gould
  - Pterodroma brevipes (Peale, 1848) – petrello dal collare
  - Pterodroma cookii (G.R.Gray, 1843) – petrello di Cook
  - Pterodroma defilippiana (Giglioli & Salvadori, 1869) – petrello di Defilippe
  - Pterodroma longirostris (Stejneger, 1893) – petrello di Stejneger
  - Pterodroma pycrofti Falla, 1933 – petrello di Pycroft
- Genere Pseudobulweria
  - Pseudobulweria aterrima (Bonaparte, 1857) – petrello delle Mascarene
  - Pseudobulweria rupinarum (Olson, 1975)
  - Pseudobulweria rostrata (Peale, 1848) – petrello di Tahiti
  - Pseudobulweria becki (Murphy, 1928)
  - Pseudobulweria macgillivrayi (G.R.Gray, 1860) – petrello delle Figi
- Genere Procellaria
  - Procellaria cinerea J.F.Gmelin, 1789 – petrello grigio
  - Procellaria aequinoctialis Linnaeus, 1758 – petrello mentobianco
  - Procellaria conspicillata Gould, 1844 – petrello dagli occhiali
  - Procellaria parkinsoni G.R.Gray, 1862 – petrello di Parkinson
  - Procellaria westlandica Falla, 1946 – petrello del Westland
- Genere Calonectris
  - Calonectris leucomelas (Temminck, 1836) – berta striata
  - Calonectris diomedea (Scopoli, 1769) – berta maggiore
  - Calonectris borealis (Cory, 1881) - berta maggiore atlantica
  - Calonectris edwardsii (Oustalet, 1883) – berta di Capo Verde
- Genere Ardenna
  - Ardenna pacifica (J.F.Gmelin, 1789) – berta cuneata o berta del Pacifico
  - Ardenna bulleri (Salvin, 1888) – berta di Buller
  - Ardenna grisea (J.F.Gmelin, 1789) – berta grigia
  - Ardenna tenuirostris (Temminck, 1836) – berta codacorta
  - Ardenna creatopus (Coues, 1864) – berta piedirosa
  - Ardenna carneipes (Gould, 1844) – berta piedicarnicini
  - Ardenna gravis (O'Reilly, 1818) – berta dell'Atlantico
- Genere Puffinus
  - Puffinus nativitatis Streets, 1877 – berta di Christmas
  - Puffinus puffinus (Brünnich, 1764) – berta minore
  - Puffinus yelkouan (Acerbi, 1827) – berta minore mediterranea
  - Puffinus mauretanicus Lowe, 1921 – berta delle Baleari
  - Puffinus bryani Pyle et al., 2011 – berta di Bryan
  - Puffinus opisthomelas Coues, 1864 – berta culnero
  - Puffinus auricularis Townsend, CH, 1890 – berta di Townsend
  - Puffinus newelli Henshaw, 1900 – berta di Newell
  - Puffinus myrtae Bourne, 1959 –
  - Puffinus gavia (J.R.Forster, 1844) – berta frullina
  - Puffinus huttoni Mathews, 1912 – berta di Hutton
  - Puffinus lherminieri Lesson, 1839 – berta di Audubon
  - Puffinus persicus Hume, 1872 – berta persiana
  - Puffinus bailloni Bonaparte, 1857 – berta di Baillon
  - Puffinus subalaris Ridgway, 1897 – berta delle Galapagos
  - Puffinus bannermani Mathews & Iredale, 1915 – berta di Bannerman
  - Puffinus heinrothi Reichenow, 1919 – berta di Heinroth
  - Puffinus assimilis Gould, 1838 – berta minore fosca
  - Puffinus elegans Giglioli & Salvadori, 1869 –
  - Puffinus baroli (Bonaparte, 1857) – berta della Macaronesia
  - Puffinus boydi Mathews, 1912 – berta di Boyd
- Genere Pelecanoides
  - Pelecanoides garnotii (Lesson, 1828) – petrello tuffatore del Perù
  - Pelecanoides magellani (Mathews, 1912) – petrello tuffatore di Magellano
  - Pelecanoides georgicus Murphy & Harper, 1916 – petrello tuffatore della Georgia del sud
  - Pelecanoides urinatrix (Gmelin, JF, 1789) – petrello tuffatore comune
- Genere Bulweria
  - Bulweria bulwerii (Jardine & Selby, 1828) – berta di Bulwer
  - Bulweria bifax Olson, 1975 - berta di Olson †
  - Bulweria fallax Jouanin, 1955 – berta di Jouanin